# 水野勝 (俳優)
水野 勝（みずの まさる、1990年11月22日 - ）は、日本の俳優・タレント。男性グループBOYS AND MENの元リーダー。
愛知県名古屋市出身。BOYS AND MENでのメンバーカラーは金だった。
グループ内では、主に俳優活動がメインだった。

## 略歴
愛知県名古屋市生まれ。幼少の頃からサッカーに明け暮れていた一方で、映画やドラマが好きで芸能界にも興味を示していた。俳優では福山雅治や大泉洋が憧れであった。大学在学中の2010年、金城学院大学のミス・コンテストのエスコート役を務めていたところをタニプロモーションのマネージャーにスカウトされ、同社に入所。10月に同社の新人タレントであった勇翔とともにBOYS AND MENに加入。11月にグループの旗揚げ公演『ストレートドライブ!』の初演に出演した。
2011年に入ってから『ストレートドライブ!』で主演を務める機会が増えた。この公演期間中、当時のグループの指標のひとつであった「公演投票」において何度か1位を獲得している。同年4月から情報番組『昼まで待てない!』にレギュラー出演。第2弾公演『ホワイト☆タイツ』においてプロデューサーの谷口誠治の指名により主演に選ばれ、同じく谷口の指名によりBOYS AND MENのリーダーに就任。派生ユニット・YanKee5のリーダーともなった。

グループ加入後より早期からテレビドラマや映画に出演する機会を得た。2016年にテレビドラマ『白鳥麗子でございます!』でヒロインの相手役、映画『復讐したい』で主演を務めた。
その後もグループ内で俳優活動が増え
2019年にテレビドラマのSPECシリーズ　『SICK'S 〜内閣情報調査室特務事項専従係事件簿〜覇乃抄』でヒロインの相手役の伊東雄介役で出演。
2020年に映画『劇場版　おいしい給食　Final Battle』で佐野正輝役で出演。
2021年に映画『お終活 熟春!人生、百年時代の過ごし方』で主演　菅野涼太役を務めた。
新型コロナウイルスの流行によりライブ活動と一部活動が制限され思うような活動ができず、今一度自分の人生を振り返り、新しいチャレンジをしたいと卒業を決意。
2022年5月31日付でBOYS AND MENを卒業。事務所のフォーチュンエンターテイメントを退所した。

2022年6月7日個人事務所『START IT AGAIN エンターテインメント』を設立。
地域貢献と俳優活動をメインに活動中。

## 人物
身長184cm、血液型はO型。特技は格闘技（シュートボクシング・MMA）、趣味は格闘技・サッカー・映画鑑賞。父親の影響でサッカーが好きになり、5歳のときにサッカーを始め、クラブチームと部活動とで高校までサッカーを続けた。格闘技はBOYS AND MENのリーダーになった後に始めた。映画は年間100本以上鑑賞する。中学時代にニュージーランドでホームステイをした経験があり、学科では英語を得意とする。ラップ好きで、フリースタイルティーチャー season4に出演の際にラップバトルで優勝経験あり。

## 出演

### テレビドラマ
- 中学生日記「ともだち帝国〜もしも心が読めたら〜」（2011年6月、NHK Eテレ）[19]
- 名古屋行き最終列車「3番ホーム〜23時20分 新鵜沼発〜」（2012年12月、メ〜テレ）田中 役
- 明日の光をつかめ -2013 夏-（2013年7月、東海テレビ）[13]
- メ〜テレドラマ「卒業」（2014年3月、メ〜テレ）[13]
- 鉄子の育て方（2014年4月 - 6月、メ〜テレ）特牛 役
- なぜ東堂院聖也16歳は彼女が出来ないのか?（2014年10月 - 12月、メ〜テレ）本宮亮 役
- プラチナエイジ（2015年4月、東海テレビ）ケイト 役[20]
- ミステリなふたり 第8話（2015年6月、メ〜テレ）白峰彰一 役
- 白鳥麗子でございます!（2016年1月 - 3月、地方局7局による共同制作）秋本哲也 役[15]
- まかない荘 第3話（2016年5月、メ〜テレ）涼の彼氏 役
- ショクバの王子様（2017年3月、東海テレビ）大城淳 役[21]
- 犯罪症候群 第4話 - 5話（2017年4月 - 5月、東海テレビ）長谷宏治 役
- サチのお寺ごはん（2017年7月 - 9月、地方局などによる共同制作）源導 役
- 人狼ゲーム ロストエデン（2018年1月 - 3月、地方局などによる共同制作）謎の男 役
- ボイメン新世紀 祭戦士ワッショイダー（2018年4月 - 6月、CBCテレビ）水野勝 役
- マジで航海してます。〜Second Season〜（2018年7月 - 8月、毎日放送）晴海修作 役[22]
- 名古屋行き最終列車2019 第2話（2019年1月、メ〜テレ）
- 柴公園（2019年1月 - 3月、地方局などによる共同制作）謎のイケメン 役
- トクサツガガガ（2019年1月 - 3月、NHK総合）シロやん 役
- ミナミの帝王ZERO（2019年4月 - 6月、関西テレビ）ヤブ医者 役
- イマジン～脳がハマるドラマ～ 「斉藤さんとヒカリちゃん」（2021年12月27日、テレビ朝日） - 斉藤祐希 役
- 今夜、わたしはカラダで恋をする。 episode3「エッチなことしたいって言ったら、嫌いになりますか？」（2022年3月27日、ABCテレビ） - 森山悠貴 役[23]
- 江戸からきたキラくん（2024年1月2日、東海テレビ） - 林田隼人 役[24][25]
- アンチヒーロー 第3話（2024年4月28日、TBS） - 木田智也 役[26][27]

### その他のテレビ番組
- 昼まで待てない! / 昼まで待てない! いいコト聞いた（2011年4月 - 2018年3月、メ〜テレ）
- アイチ☆ポリス7（2015年9月 - 2016年3月、メ〜テレ）機動警護 役
- アッコにおまかせ!（2017年3月[28] - 、TBS）

### 映画
- タクミくんシリーズ5 あの、晴れた青空（2011年）生徒 役[29]
- A.F.O 〜All for one〜（2014年）[13]
- gift（2014年）定食屋の店員 役
- クレヴァニ、愛のトンネル（2015年）若き日の松田圭 役[13]
- サムライ・ロック（2015年）丹羽正巳 役
- 復讐したい（2016年）主演・高橋泰之 役[16]
- 白鳥麗子でございます! THE MOVIE（2016年）秋本哲也 役
- BOYS AND MEN 〜One For All, All For One〜（2016年）水野勝 役[17]
- HiGH&LOWシリーズ（2017年 - ）風太 役
  - HiGH&LOW THE MOVIE 2 / END OF SKY（2017年）
  - HiGH&LOW THE MOVIE 3 / FINAL MISSION（2017年）
  - DTC -湯けむり純情篇- from HiGH&LOW（2018年）
- 人狼ゲーム インフェルノ（2018年）謎の男 役
- 世界でいちばん長い写真（2018年）小出智也 役[30]
- ジャンクション29「結婚の条件」（2019年）主演・鴛鴦ハジメ 役
- 柴公園（2019年）謎のイケメン 役
- 癒しのこころみ〜自分を好きになる方法〜（2020年）上坂浩司 役[31]
- 悲しき天使（2020年）相良茂 役
- 劇場版 おいしい給食 Final Battle （2020年）佐野正輝 役
- お終活 熟春!人生、百年時代の過ごし方 （2021年5月21日、 イオンエンターテイメント配給・香月秀之監督作品　）主演・菅野涼太 役
  - お終活 再春!人生ラプソディ（2024年）[32]
- マイライフ、ママライフ（2021年）大内健太郎 役
- 怪奇タクシー（2022年） - 川留ながし 役[33]
- 女子大小路の名探偵（2023年）[34]
- ガールズドライブ（2023年）[35]

### 舞台
- ストレートドライブ!（2010年 - 2011年）主演・松本大樹[10] / 海藤拓海[11] 役ほか
- ホワイト☆タイツ（2011年 - 2012年）主演・小金井紫郎 役[36]
- ストレートドライブR（2012年）松本大樹 役[37]
- ホワイト☆タイツII（2012年 - 2013年）主演・小金井紫郎/トラビス 役[38]
- 東京奇人博覧会（2013年）[13]
- RETURNER（2013年 - 2014年）主演・坂本龍馬 役ほか[39][40]
- TARKIE〜伝説の女たち〜（2025年）[41]

### 配信ドラマ
- みんな!エスパーだよ! 〜欲望だらけのラブ・ウォーズ〜（2015年）[13]
- キスのカタチ「ファーストキス」（2016年）雄太 役[42]
- SICK'S 〜内閣情報調査室特務事項専従係事件簿〜（2018年 - 2019年）伊東雄介 役
- 今夜、勝手に抱きしめてもいいですか?（2018年）市原柊二 役

### ラジオドラマ
- FMシアター（NHK-FM）
  - ほかの誰でもないアヤコ（2016年9月）[43]
  - ドライビング・レコード（2019年5月）[44]
  - ワンさんは働き者（2021年1月）[45]

### CM
- 花王「バブ爽快シャワー」（2014年）[46]

## 作品
楽曲
- 浜尾京介 & 水野勝「Endless Sky」（2012年） - BOYS AND MENシングル『バリバリ☆ヤンキーロード』収録

電子書籍
- CanCam デジタルフォトブック『水野勝 COLOR-01 “GOLD”』（2018年、小学館）[47]
- 水野勝デジタル版 BOYS AND MEN THANKS! AT DOME LIVE（2019年、講談社）[48]
- CanCam デジタルフォトブック『MASARU MIZUNO~BOYS AND MEN 10th Annivasary Book DIGITAL~』（2021年、小学館）[49]